# قسم غرغان بوي الريفي (مقاطعة آق قلا)
قسم غرغان بوي الريفي (بالفارسية: دهستان گرگان‌بوی) هي قسم تقع في إيران في قسم. يقدر عدد سكانها بـ 24,950 نسمة .